# Katzenbach, Donnersberg
Katzenbach là một đô thị thuộc huyện Donnersberg, trong bang Rheinland-Pfalz, phía tây nước Đức. Đô thị Katzenbach, Donnersberg có diện tích 6,06 km², dân số thời điểm ngày 31 tháng 12 năm 2006 là 553 người.